# Noormarkku
Noormarkku [nɔːrmɑrkːu] templomosfalu és egykori község Finnország nyugati részén. A területe 2010 eleje óta Pori városához tartozik. Noormarkku község 332,06 km²-en terült el, lakossága pedig közvetlenül megszűnése előtt 6 158 fő volt.
Noormarkkunak a legsűrűbben lakott területei ma Porinak nyolc újabb városrészét alkotják, amelyek közül három Söörmarkkuban helyezkedik el, néhány kilométernyire Noormarkku központjától. A volt község többi része közigazgatásilag Pori városához tartozó ún. szétszórt települeś (haja-asutusalue). (A korábbi finn törvények szerint város rangú községekhez főleg csak sűrűn épített területek tartozhattak, ez a követelmény azonban már több évtizede nem létezik.)
1870-től kezdve több évtizeden át az Ahlström vállalkozó család igen jelentős szerepet játszott Noormarkku történetében. Az Ahlströmék részvénytársasága nem csak Noormarkkuban működött, de ott helyezkedett el a család vidéki kastélya és földbirtoka, valamint a cégnek a központja, egy fűrészüzeme és egy vasgyára. A noormarkkui Ahlström-épületeket ma egy jelentős történelmi nevezetességnek tartják.

## Fekvése
A templomosfalu Pori városközpontjától 15 kilométernyire fekszik, Helsinki fővárostól pedig 255 kilométernyire.

## Részei
1973‑as adatok szerint Noormarkkuhoz a következő falvak tartoztak:
- Finpyy
- Harhala
- Harjakangas
- Kairila
- Karkku
- Lassila
- Noormarkku
- Rudanmaa
- Söörmarkku
- Torajärvi

Ma Pori városa, a korábbitól némileg eltérőn, a következő Észak-Pori statisztikai körzetéhez (a korábbi Noormarkku községhez) tartozó falvakat tartja számon:
- Finby
- Harhala
- Harjakangas
- Kairila
- Karkunkylä
- Lassila
- Noormarkku
- Palus
- Rudanmaa
- Söörmarkku